# José María Juaristi Mendizábal
José María Juaristi Mendizábal (Azcoitia, 7 de mayo de 1912 - íd., 1996), más conocido por el sobrenombre de Atano VII, fue un pelotari español de la modalidad de mano.
José María Juaristi fue el más joven de la saga de los hermanos Atano. Los hermanos Juaristi o los Atano, como fueron más conocidos por el nombre del caserío del que era originaria la familia, formaron una dinastía de pelotaris de primer orden, ya que seis de ellos fueron pelotaris y otro más se dedicó a la confección de pelotas. El más famoso de ellos fue Mariano, Atano III, por el ser el tercero en edad de los hermanos, considerado por muchos el mejor pelotari de la historia. Atano IV y Atano VII llegaron a ser finalistas del Campeonato de Parejas. Un sobrino de los hermanos Atano, Atano X, hijo de Atano I, llegaría a ser campeón del manomanista.

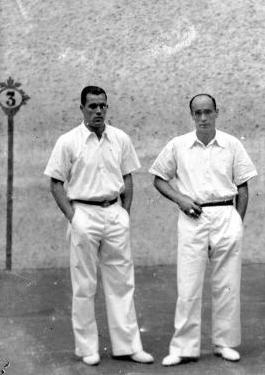
Atano VII (izda.) y su hermano Atano IV (dcha.) jugaron habitualmente como pareja. (1941)

José María nació en 1912 en Azcoitia. Se trataba de un jugador de gran clase, del que destacaban el saque, la volea y el gancho de izquierdas. Fue considerado durante una época el pelotari más espectacular, con permiso de su hermano mayor. Sus primeros partidos como profesional datan de 1928. 
En su palmarés destacan los tres subcampeonatos que obtuvo, los del Campeonato Manomanista de 1942 y 1944, en los que quedó segundo por detrás de su hermano mayor Atano III, y el del Campeonato de España de mano parejas de 1945, en el que formó pareja con otro de sus hermanos, Atano IV, y resultó también derrotado en la final por Txikito de Iraeta y Mariano Lazcano.
Como dato anecdótico, la final del manomanista de 1942 fue la primera (y hasta ahora única) vez que se enfrentaron dos hermanos en la final. Las autoridades deportivas de la época, para evitar suspicacias de cualquier tipo, obligaron a los hermanos a firmar el siguiente documento:

Juro ante Dios poner en el partido de pelota concertado con mi hermano, en el que hemos de disputarnos el título de campeón de España, todas mis facultades, mis energías y mi voluntad más firme de vencer para lograr el triunfo de tan deseado galardón. Y para que conste, firmo este juramento en San Sebastián, a 6 de junio de 1942.

Atano III aplastó a su hermano pequeño por 22-05 en la final.
En 1944 repitió como subcampeón del torneo, pero no disputó la final al acordarse de que el título se jugaría a dos partidos: la semifinal en la que Atano VII venció a Felipe y la final en la que su hermano Atano III ganó de nuevo a Felipe. Estos resultados dilucidaron que Atano VII fuese declarado subcampeón.

## Final del Manomanista
| Año  | Campeón   | Subcampeón | Tanteo | Frontón   |
| ---- | --------- | ---------- | ------ | --------- |
| 1942 | Atano III | Atano VII  | 22-05  | Gros      |
| 1944 | Atano VII | Felipe     | 22-15  | Beotibar  |
|      | Atano III | Felipe (1) | 22-08  | Deportivo |

(1) Aunque Felipe disputó la final del torneo, el subcampeón del mismo fue Atano VII, ya que los pelotaris y la Federación llegaron a un acuerdo por el cual los tres primeros clasificados se decidirían en virtud de dos partidos, la semifinal Atano VII-Felipe y la final Atano III-Felipe. Al perder Felipe ambos partidos, Atano III fue declarado campeón, y Atano VII subcampeón.

## Finales de mano parejas
| Año  | Campeones                        | Subcampeones         | Tanteo | Frontón |
| ---- | -------------------------------- | -------------------- | ------ | ------- |
| 1945 | Chiquito de Iraeta (1) - Lazcano | Atano VII - Atano IV | 22-17  | Gros    |

(1) Chiquito de Iraeta sustituyó en la final a Onaindía, que había jugado el resto del torneo.